# Cruis
Ne doit pas être confondu avec Cruas.
Cruis est une commune française, située dans le département des Alpes-de-Haute-Provence en région Provence-Alpes-Côte d'Azur.
Ses habitants sont appelés les Cruissiens,. Cruis a reçu le label « villages et cités de caractère ».

## Géographie

### Localisation
Le village est situé à 5 km de Saint-Etienne-les-Orgues, à 711 m d’altitude, au pied de la montagne de Lure.

### Géologie et relief

Massif des Alpes et localisation des Préalpes de Digne

Il y a un important massif forestier (forêt de Cruis) et un gouffre, l’abîme de Cruis, (l'aven) aujourd'hui comblé (33 m de diamètre).
Le territoire sur des formations calcaires provençales du Jurassique supérieur et du Crétacé inférieur (roches sédimentaires issues d'un ancien océan alpin), entre trois formations géologiques majeures des Alpes :
- la nappe de Digne à l'est[6], au niveau du lobe de Valavoire[7] : il s'agit d'une nappe de charriage, c'est-à-dire d'une dalle épaisse de près de 5 000 m qui s'est déplacée vers le sud-ouest durant l'Oligocène et la fin de la formation des Alpes. Les lobes (ou écailles) correspondent à la bordure découpée à l'ouest de la nappe ;
- la faille de la Durance au sud-est, dans la vallée.

### Climat
Pour des articles plus généraux, voir Climat de Provence-Alpes-Côte d'Azur et Climat des Alpes-de-Haute-Provence.
En 2010, le climat de la commune est de type climat méditerranéen altéré, selon une étude du Centre national de la recherche scientifique s'appuyant sur une série de données couvrant la période 1971-2000. En 2020, Météo-France publie une typologie des climats de la France métropolitaine dans laquelle la commune est exposée à un climat de montagne ou de marges de montagne et est dans la région climatique Alpes du sud, caractérisée par une pluviométrie annuelle de 850 à 1 000 mm, minimale en été.
Pour la période 1971-2000, la température annuelle moyenne est de 11,8 °C, avec une amplitude thermique annuelle de 18 °C. Le cumul annuel moyen de précipitations est de 933 mm, avec 6,5 jours de précipitations en janvier et 4 jours en juillet. Pour la période 1991-2020, la température moyenne annuelle observée sur la station météorologique de Météo-France la plus proche, « Saint-Auban », sur la commune de Château-Arnoux-Saint-Auban à 14 km à vol d'oiseau, est de 13,4 °C et le cumul annuel moyen de précipitations est de 714,2 mm. 
La température maximale relevée sur cette station est de 42,2 °C, atteinte le 28 juin 2019 ; la température minimale est de −13,4 °C, atteinte le 10 janvier 1985,,.
Les paramètres climatiques de la commune ont été estimés pour le milieu du siècle (2041-2070) selon différents scénarios d'émission de gaz à effet de serre à partir des nouvelles projections climatiques de référence DRIAS-2020. Ils sont consultables sur un site dédié publié par Météo-France en novembre 2022.

### Voies de communication et transports

#### Réseau routier
Le village est un carrefour entre la départementale 951 qui le traverse et la départementale 16.

#### Services autocars

##### Lignes régionales, réseauZou!
Le village est desservi par : 

Logo du réseau Zou !

- 1 ligne Zou ! Alpes-de-Haute-Provence :

| Ligne                           | Tracé                                          |
| ------------------------------- | ---------------------------------------------- |
| Modèle:Bus Zou04/correspondance | Cruis ↔ Saint-Étienne-les-Orgues ↔ Forcalquier |

### Environnement
La commune compte 2 030 ha de bois et forêts, soit 57 % de sa superficie.

### Communes limitrophes

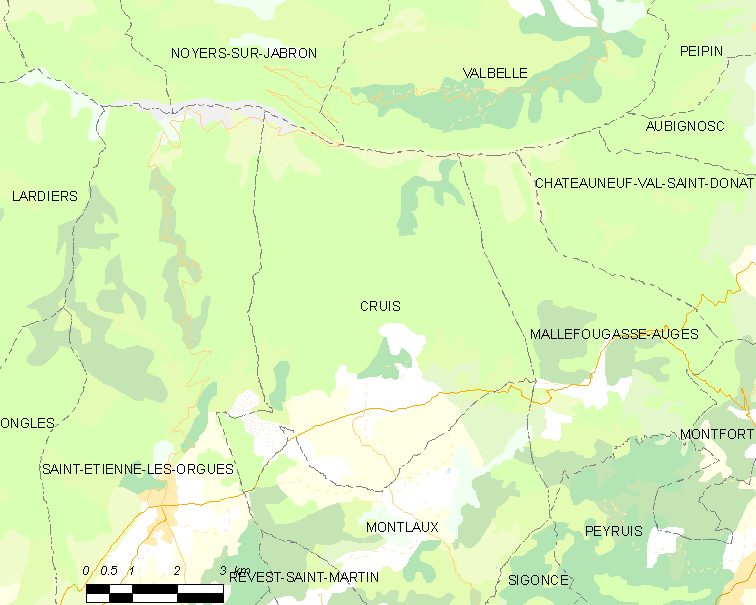
Cruis et les communes voisines (Cliquez sur la carte pour accéder à une grande carte avec la légende).

Les communes limitrophes de Cruis sont, :

### Risques naturels et technologiques
Aucune des 200 communes du département n'est en zone de risque sismique nul. Le canton de Saint-Étienne-les-Orgues auquel appartient Cruis est en zone 1b (sismicité faible) selon la classification déterministe de 1991, basée sur les séismes historiques
, et en zone 4 (risque moyen) selon la classification probabiliste EC8 de 2011. La commune de Cruis est également exposée à trois autres risques naturels :
- feu de forêt ;
- inondation ;
- mouvement de terrain : certains secteurs du sud de la commune sont concernés par un aléa moyen à fort[20].

La commune de Cruis n’est exposée à aucun des risques d’origine technologique recensés par la préfecture. Aucun plan de prévention des risques naturels prévisibles (PPR) n’existe pour la commune a été approuvé en 2006 pour les risques d’inondation, de mouvement de terrain et de séisme mais le Dicrim existe depuis 2010.

### Toponymie

#### Le nom de Cruis

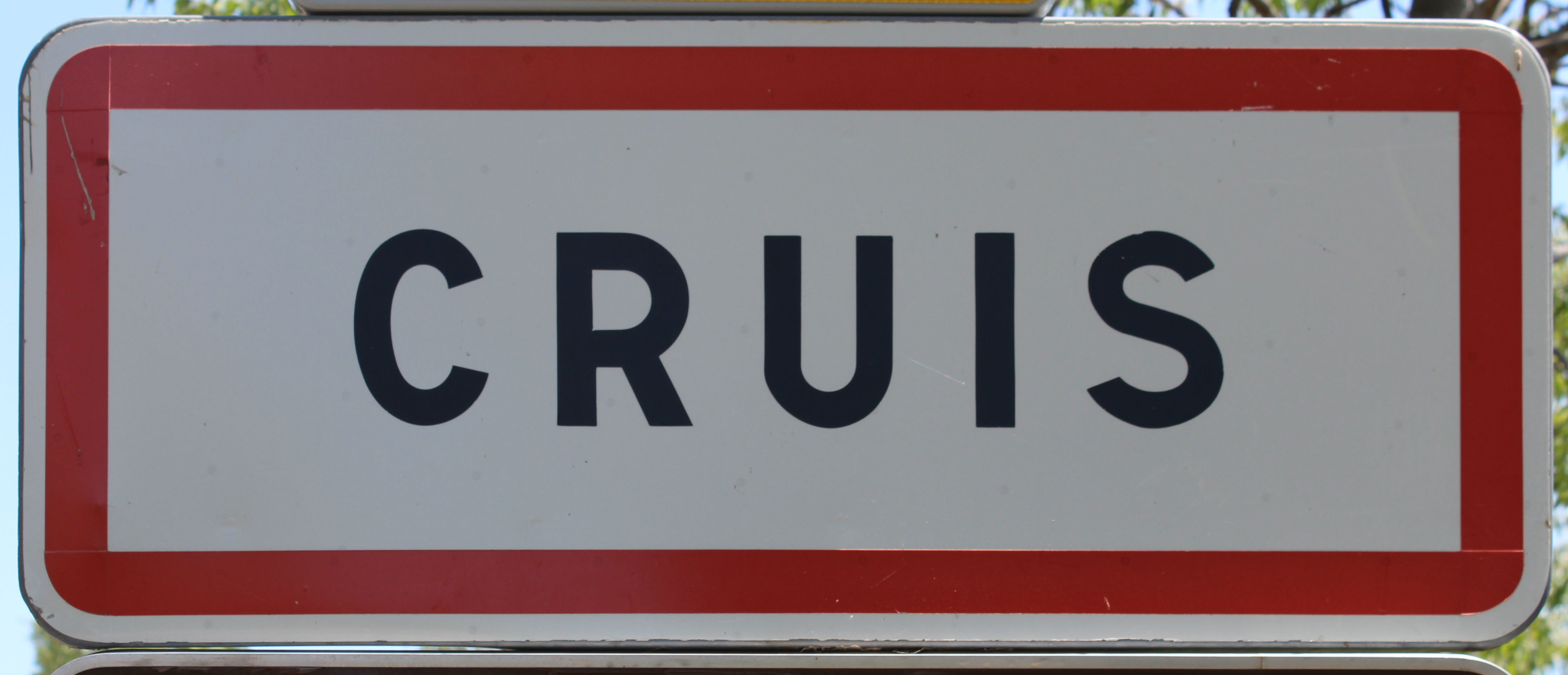
Panneau d'entrée dans le village.

Le nom de la localité apparaît pour la première fois dans les textes vers 1060-1064 sous la forme Crois castrum, puis sous la forme de Crossio vers 1200, Crocis en 1207 et Crueys au XVIe siècle.
Il existe deux hypothèses principales sur l'étymologie de ce toponyme, qui reposent toutes deux sur un étymon gaulois :
- soit le nom s’est formé sur l'étymon gaulois *croudi-, suivi de la désinence latine -os au sens de « champ dur »[25],[26], autrement latinisé en *crodiu-[24] ou plus précisément *crōdio- « terrain dur »[27]. C'est le même mot que le gaulois latinisé crōdius « dur, cruel, mauvais » à l'origine des mots romans, dont l'ancien français croi « mauvais, méchant » et le provençal croi « dur, cruel ». Le mot gaulois remonte au protoceltique *croudis[28],[27], qui explique aussi l'irlandais crúaid « dur, rude, cruel »[27]. On retrouve cet élément dans des composés toponymiques comme Cruéjouls (Aveyron, *Crōdio-ialon) ou le nom de personne Crodius ;
- Xavier Delamarre adhère à l’explication précédente, mais propose également une étymologie par le gaulois *croucā > *crūca « tertre, monticule », mieux attesté en toponymie que le précédent, mais moins assuré dans ce cas. Cruis remonterait éventuellement à une forme *Crocium (de Crossio vers 1200)[27]. L'apparentement avec le vieil irlandais crúach, le breton cruc et, plus loin, avec le germanique (vieux norrois hraukr, anglo-saxon hrēac) suppose aussi le sens de « tas, amas. »

#### Microtoponymie
La toponymie de la commune est souvent en rapport avec la nature du relief : les cols (Pas de la Graille, Pas de la Croix), le Grand Peynier (« montagne noire »), la Grande Plaine (qui désigne une zone relativement plane, en zone de montagne), les combes de Chabrière, de l’Ours, de Russelle qui sont en montagne de Lure des vallées encaissées (sens différent du sens commun).
Les sources sont souvent signalées : Font de Lavis, de Blacas, Fontaine-Neuve.
Le Blachessie est le bois de chênes blancs.
L’érosion provoquée par la déforestation médiévale et moderne ont laissé des traces dans les noms de lieux : la Casse (qui désigne un éboulis) et le Gravas, qui est la zone engravée, équivalente à un cône de déjection, au-dessus du village.
L’exploitation agricole du terroir depuis des siècles a donné de nombreux noms : on a le Bois du Défends (qui est un terrain possédé par le seigneur ou la communauté et où il est interdit de mener les troupeaux), la Vigne de Castle, la Treille (il y a eu des vignes plantées en cépage jacquez à Cruis jusque dans les années 1960), la Grange d’Escar qui était une ferme) et surtout les très nombreux jas (bergeries). La Ferraye, à l’est du village, est une bonne terre convertie en prairie cultivée pour produire des fourrages.
Le lieu-dit les Gipières, à la limite de Montlaux, est une ancienne zone d’extraction du gypse.

## Urbanisme

### Typologie
Au 1er janvier 2024, Cruis est catégorisée commune rurale à habitat dispersé, selon la nouvelle grille communale de densité à 7 niveaux définie par l'Insee en 2022.
Elle est située hors unité urbaine et hors attraction des villes,.

### Occupation des sols
L'occupation des sols de la commune, telle qu'elle ressort de la base de données européenne d’occupation biophysique des sols Corine Land Cover (CLC), est marquée par l'importance des forêts et milieux semi-naturels (78,7 % en 2018), une proportion sensiblement équivalente à celle de 1990 (78,3 %). La répartition détaillée en 2018 est la suivante : 
forêts (66,2 %), terres arables (12,6 %), milieux à végétation arbustive et/ou herbacée (12,1 %), zones agricoles hétérogènes (6,4 %), zones urbanisées (2,3 %), espaces ouverts, sans ou avec peu de végétation (0,4 %).
L'évolution de l’occupation des sols de la commune et de ses infrastructures peut être observée sur les différentes représentations cartographiques du territoire : la carte de Cassini (XVIIIe siècle), la carte d'état-major (1820-1866) et les cartes ou photos aériennes de l'IGN pour la période actuelle (1950 à aujourd'hui).

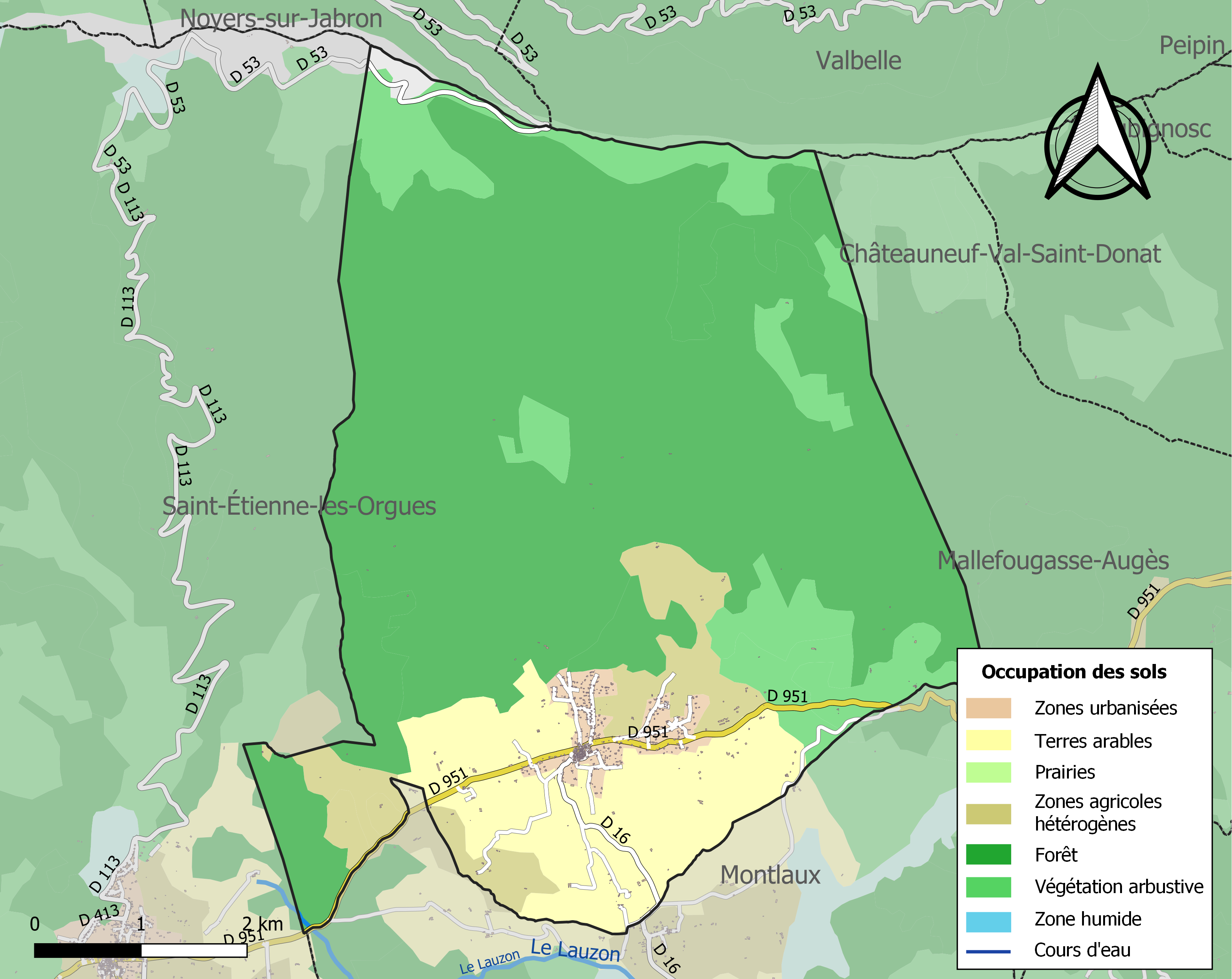
Carte de l'occupation des sols de la commune en 2018 (CLC).

## Histoire

### Antiquité
Dans l’Antiquité, le territoire de Cruis fait partie de celui des Sogiontiques (Sogiontii), qui peuplent la montagne de Lure, en étant fédérés aux Voconces. Après la Conquête, ils sont rattachés avec eux à la province romaine de Narbonnaise. Au IIe siècle, ce peuple est détaché des Voconces et forme une civitas distincte, avec pour capitale Segustero (Sisteron).
Une voie traversait Cruis à l’époque romaine en direction de Mallefougasse, une portion de 10 m de large est visible à Notre-Dame-de-Lumière. C’est sur cette voie qui continue d’être utilisée au Moyen Âge qu’un péage est prélevé et c’est à la présence de cette importante voie de passage que Cruis doit d’être implantée en plaine et non sur un site perché depuis le Moyen Âge.
À la limite de la commune de Montlaux, une pierre de grès, dite la « Pierre de Cruis », inscrite (horologio) et ornée d’animaux (aigle, lion, basilic et agneau porteur de croix) aux angles, a été découverte au milieu de tombes médiévales.
Alors que le sud-est de la Gaule était une terre burgonde, le roi des Ostrogoths Théodoric le Grand fait la conquête de la région entre la Durance, le Rhône et l’Isère en 510. La commune dépend donc brièvement à nouveau de l’Italie, jusqu’en 526. En effet, pour se réconcilier avec le roi burgonde Gondemar III, la régente ostrogothe Amalasonthe lui rend ce territoire.

### Moyen Âge

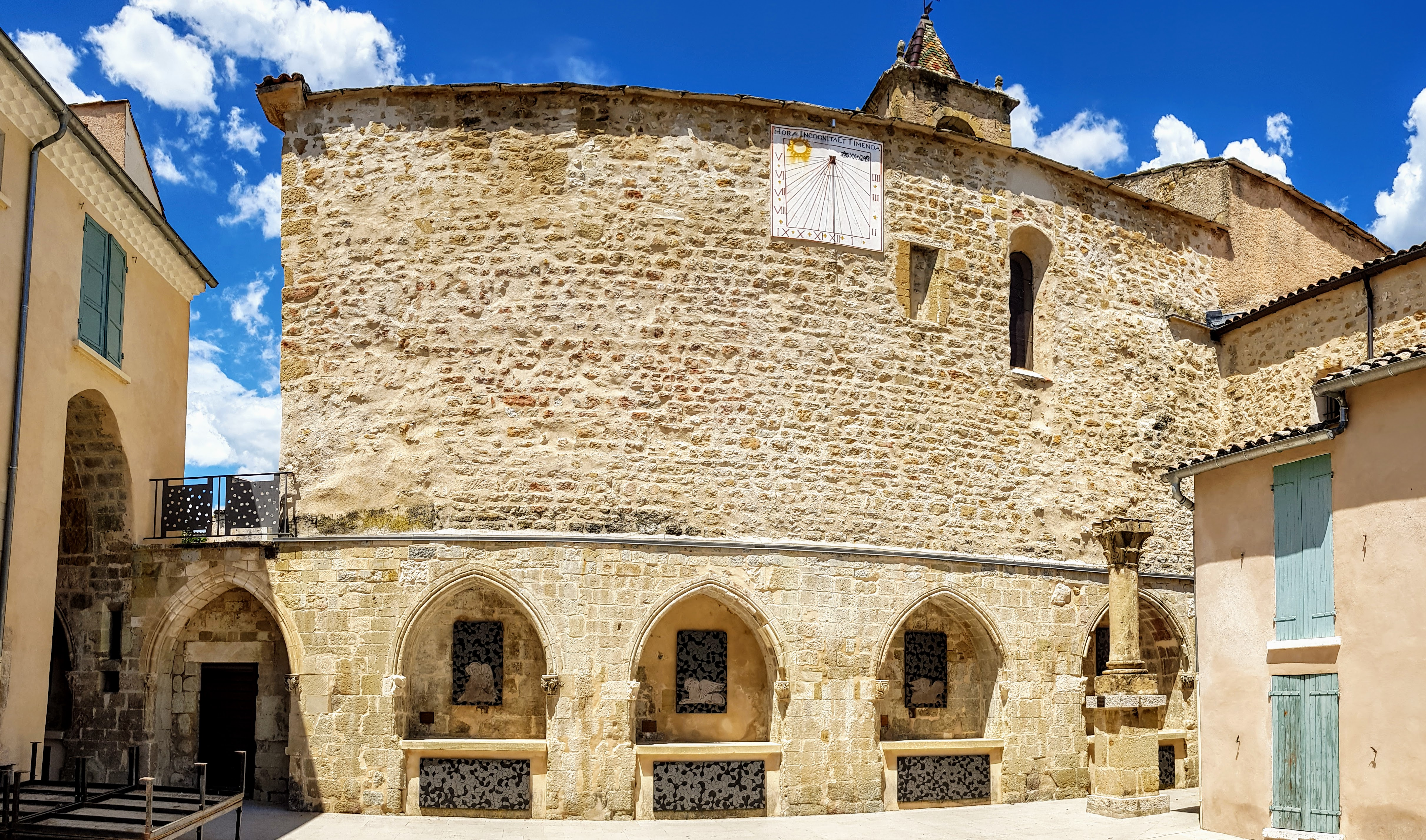
Cruis - Vestiges du cloître.

La présence d'une abbaye entraîne la création d'un village dès les alentours de l'An Mil, décrit comme fortifié dès 1060. Les maisons s'organisent autour des bâtiments du couvent. La communauté villageoise n'avait pas de seigneur laïc : l'abbaye était seigneur ecclésiastique du lieu et gérait la communauté. La congrégation des chanoines réguliers de Cruis est fondée au XIe siècle, l’abbaye Saint-Martin en étant le centre. Prospère, elle compte à son apogée 14 églises sous sa dépendance dans le diocèse de Sisteron. Mais la crise de la fin du Moyen Âge (Grande Peste et guerre de Cent Ans) provoquent son effondrement, effectif en 1456 . Le long conflit qu’elle eut avec les évêques de Sisteron à propos du privilège d’exemption, est clos par le rattachement de l’abbaye à la mense de l’évêque de Sisteron (en 1456). L’évêque y installe sa deuxième résidence .
Administrativement, la communauté de Cruis relevait de la viguerie de Forcalquier et l’abbaye Saint-Victor de Marseille possède des biens à Cruis .

### Époque contemporaine
Durant la Révolution, la commune compte une société patriotique, créée après la fin de 1792
.
Le coup d'État du 2 décembre 1851 commis par Louis-Napoléon Bonaparte contre la Deuxième République provoque un soulèvement armé dans les Basses-Alpes, en défense de la Constitution. Après l’échec de l’insurrection, une sévère répression poursuit ceux qui se sont levés pour défendre la République : 17 habitants de Cruis sont traduits devant la commission mixte, la majorité étant condamnés à la déportation en Algérie.
Comme de nombreuses communes du département, Cruis se dote d’une école bien avant les lois Jules Ferry : en 1863, elle en possède déjà une qui dispense une instruction primaire aux garçons, au chef-lieu. La même instruction est donnée aux filles, bien que la loi Falloux (1851) n’impose l’ouverture d’une école de filles qu’aux communes de plus de 800 habitants.
Jusqu’au milieu du XXe siècle, la vigne était cultivée à Cruis. Le vin produit, de qualité médiocre, était destiné à l’autoconsommation. Cette culture est aujourd’hui abandonnée.

## Politique et administration

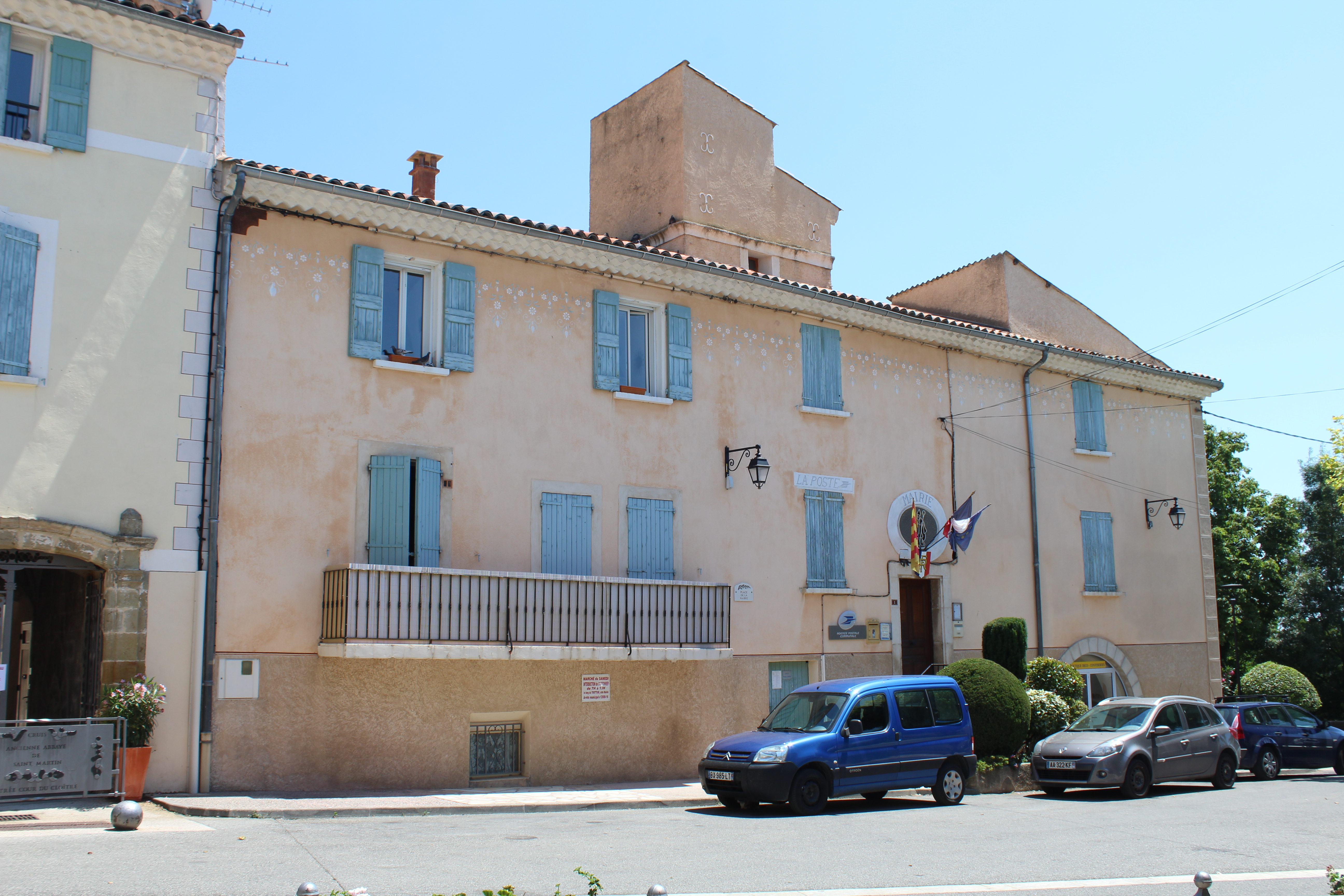
Mairie.

### Administration municipale
De par sa taille, la commune dispose d'un conseil municipal de quinze membres (article L2121-2 du Code général des collectivités territoriales). Lors du scrutin de 2020, il n’y eut qu’un seul tour et la liste menée par Félix Moroso, maire sortant, a été reconduite avec une moyenne de 72% des suffrages exprimés, le maire recueillant le neuvième total de 339 voix. La liste citoyenne qui s'opposait à celle du maire sortant a recueilli en moyenne 28% des voix . La participation a été de 78,57%. Les circonstances de la crise sanitaire due au coronavirus ont retardé l'élection du maire par les élus .

### Liste des maires
L'élection du maire est la grande innovation de la Révolution de 1789. De 1790 à 1795, les maires sont élus au suffrage censitaire pour 2 ans. De 1795 à 1800, il n’y a pas de maires, la commune se contente de désigner un agent municipal qui est délégué à la municipalité de canton.
En 1799-1800, le Consulat revient sur l'élection des maires, qui sont désormais nommés par le pouvoir central. Ce système est conservé par les régimes suivants, à l'exception de la Deuxième République (1848-1851). Après avoir conservé le système autoritaire, la Troisième République libéralise par la loi du 5 avril 1884 l'administration des communes : le conseil municipal, élu au suffrage universel, élit le maire en son sein.
| Période                                  | Période  | Identité            | Étiquette | Qualité                            |
| ---------------------------------------- | -------- | ------------------- | --------- | ---------------------------------- |
| 1908                                     | 1947     | Robert Mary GONDRAN |           |                                    |
| 1947                                     | 1959     | Felix GUENDE        |           |                                    |
| 1959                                     | 1969     | Virgile LAUGIER     |           |                                    |
| 1969                                     | 1983     | Marceau BEAUJOUR    |           |                                    |
| 1983                                     | 1985     | René LOUISE         |           |                                    |
| 1985                                     | 1989     | Gérard PEYRON       |           |                                    |
| 1989                                     | En cours | Félix Moroso,       | DVG       | Retraité Ancien conseiller général |
| Les données manquantes sont à compléter. |          |                     |           |                                    |

### Intercommunalité
Cruis fait partie de la Communauté de communes du pays de Forcalquier et montagne de Lure

### Fiscalité locale
| Taxe                                        | Part communale | Part intercommunale | Part départementale | Part régionale |
| ------------------------------------------- | -------------- | ------------------- | ------------------- | -------------- |
| Taxe d'habitation                           | 7,80 %         | 0,00 %              | 5,53 %              | 0,00 %         |
| Taxe foncière sur les propriétés bâties     | 22,88 %        | 0,00 %              | 14,49 %             | 2,36 %         |
| Taxe foncière sur les propriétés non bâties | 58,71 %        | 0,00 %              | 47,16 %             | 8,85 %         |
| Taxe professionnelle                        | 0,00 %         | 30,54 %             | 0,00 %              | 3,84 %         |

La part régionale de la taxe d'habitation n'est pas applicable.
La taxe professionnelle est remplacée en 2010 par la cotisation foncière des entreprises (CFE) portant sur la valeur locative des biens immobiliers et par la contribution sur la valeur ajoutée des entreprises (CVAE) (les deux formant la contribution économique territoriale (CET) qui est un impôt local instauré par la loi de finances pour 2010).

### Budget et fiscalité 2017
En 2017, le budget de la commune était constitué ainsi :
- total des produits de fonctionnement : 662 000 €, soit 1 000 € par habitant ;
- total des charges de fonctionnement : 655 000 €, soit 990 € par habitant ;
- total des ressources d'investissement : 558 000 €, soit 843 € par habitant ;
- total des emplois d'investissement : 387 000 €, soit 585 € par habitant ;
- endettement : 569 000 €, soit 860 € par habitant.

Avec les taux de fiscalité suivants :
- taxe d'habitation : 7,80 % ;
- taxe foncière sur les propriétés bâties : 22,88 % ;
- taxe foncière sur les propriétés non bâties : 58,70 % ;
- taxe additionnelle à la taxe foncière sur les propriétés non bâties : 0,00 % ;
- cotisation foncière des entreprises : 0,00 %.

Chiffres clés Revenus et pauvreté des ménages en 2015 : médiane en 2015 du revenu disponible, par unité de consommation : 19 386 €.

## Population et société

### Démographie

#### Évolution démographique
L'évolution du nombre d'habitants est connue à travers les recensements de la population effectués dans la commune depuis 1765. Pour les communes de moins de 10 000 habitants, une enquête de recensement portant sur toute la population est réalisée tous les cinq ans, les populations de référence des années intermédiaires étant quant à elles estimées par interpolation ou extrapolation. Pour la commune, le premier recensement exhaustif entrant dans le cadre du nouveau dispositif a été réalisé en 2007.

En 2022, la commune comptait 646 habitants, en évolution de +0,47 % par rapport à 2016 (Alpes-de-Haute-Provence : +2,84 %, France hors Mayotte : +2,11 %).
| 1765 | 1793 | 1800 | 1806 | 1821 | 1831 | 1836 | 1841 | 1846 |
| ---- | ---- | ---- | ---- | ---- | ---- | ---- | ---- | ---- |
| 356  | 470  | 446  | 463  | 494  | 576  | 620  | 615  | 610  |

| 1851 | 1856 | 1861 | 1866 | 1872 | 1876 | 1881 | 1886 | 1891 |
| ---- | ---- | ---- | ---- | ---- | ---- | ---- | ---- | ---- |
| 621  | 556  | 586  | 571  | 556  | 546  | 506  | 436  | 464  |

| 1896 | 1901 | 1906 | 1911 | 1921 | 1926 | 1931 | 1936 | 1946 |
| ---- | ---- | ---- | ---- | ---- | ---- | ---- | ---- | ---- |
| 443  | 399  | 412  | 433  | 313  | 323  | 296  | 258  | 266  |

| 1954 | 1962 | 1968 | 1975 | 1982 | 1990 | 1999 | 2006 | 2007 |
| ---- | ---- | ---- | ---- | ---- | ---- | ---- | ---- | ---- |
| 242  | 212  | 248  | 236  | 275  | 408  | 551  | 585  | 590  |

| 2012 | 2017 | 2022 | - | - | - | - | - | - |
| ---- | ---- | ---- | - | - | - | - | - | - |
| 637  | 642  | 646  | - | - | - | - | - | - |

| 1471    |
| ------- |
| 11 feux |

L’histoire démographique de Cruis, après la saignée des XIVe et XVe siècles et le long mouvement de croissance jusqu’au début du XIXe siècle, est marquée par une période d’« étale » où la population reste relativement stable à un niveau élevé. Cette période dure de 1831 à 1876. L’exode rural provoque ensuite un mouvement de baisse de la population de longue durée, et assez rapide. En 1921, la commune enregistre déjà la perte de plus de la moitié de sa population par rapport au maximum historique de 1851. Le mouvement de dépopulation se prolonge jusqu'aux années 1960, puis s'inverse jusqu'à nos jours, où la commune est revenue à son niveau du milieu du XIXe siècle.

### Enseignement
Cruis a une école primaire publique regroupant école maternelle et école primaire, les élèves viennent des communes de Cruis, Montlaux et Mallefougasse, ces deux dernières n'ayant plus d'école,.
Les élèves sont affectés au collège Henri-Laugier à Forcalquier. Ensuite, ils sont dirigés vers les lycées de Manosque, soit le lycée polyvalent Les Iscles soit le lycée Félix-Esclangon.

### Santé
La commune dispose d'un médecin. La pharmacie de proximité se trouve à Saint-Étienne-les-Orgues (4,7 km). À Forcalquier toutes les professions de santé sont représentées. L'hôpital local des Mées est à 11,6 km. Le Centre Hospitalier le plus proche est celui de Sisteron à 25 km.

### Cultes
La commune fait partie du secteur paroissial Montagne de Lure.

## Économie
Située sur le versant sud de la montagne de Lure, Cruis tirait l'essentiel de son économie de l'agriculture ; céréales, lavande et exploitation forestière. Mais depuis quelques années, l'essor du tourisme dans la région a permis à la commune de se diversifier.

### Aperçu général
En 2009, la population active s’élevait à 243 personnes, dont 43 chômeurs (34 fin 2011). Ces travailleurs sont majoritairement salariés (68 %) et travaillent majoritairement hors de la commune (64,5 %). L’essentiel des emplois de la commune se trouvent dans le secteur tertiaire.

### Agriculture
Fin 2010, le secteur primaire (agriculture, sylviculture, pêche) comptait 20 établissements actifs au sens de l’Insee (exploitants non-professionnels inclus), et ne fournissait aucun emploi salarié.
Le nombre d’exploitations professionnelles, selon l’enquête Agreste du ministère de l’Agriculture, est de 14 en 2010. Il était de 13 en 2000, de 25 en 1988. Actuellement, ces exploitants sont essentiellement tournés vers les grandes cultures (la moitié des exploitations) et l’élevage ovin. De 1988 à 2000, la surface agricole utile (SAU) a fortement augmenté, de 486 ha à 599 ha, hausse se poursuivant au début du XXIe siècle, pour arriver à 733 ha en 2010.
Les agriculteurs de la commune de Cruis ont droit à quatre labels appellation d'origine contrôlée (AOC) (huile essentielle de lavande de Haute-Provence, banon, huile d'olive de Provence et huile d'olive de Haute-Provence) et à neuf labels indication géographique protégée (IGP) (miel de Provence, agneau de Sisteron).
L’olivier n’était pas présent dans la commune au début du XIXe siècle. Actuellement, l’oliveraie compte plusieurs milliers de pieds.
Parmi les labels IGP couvrant la commune, les six concernant le vin (alpes-de-haute-provence (IGP) blanc, rouge et rosé et VDP de Méditerranée blanc, rouge et rosé) ne sont pas utilisés, la vigne n’étant pas cultivée pour une production commerciale dans la commune.

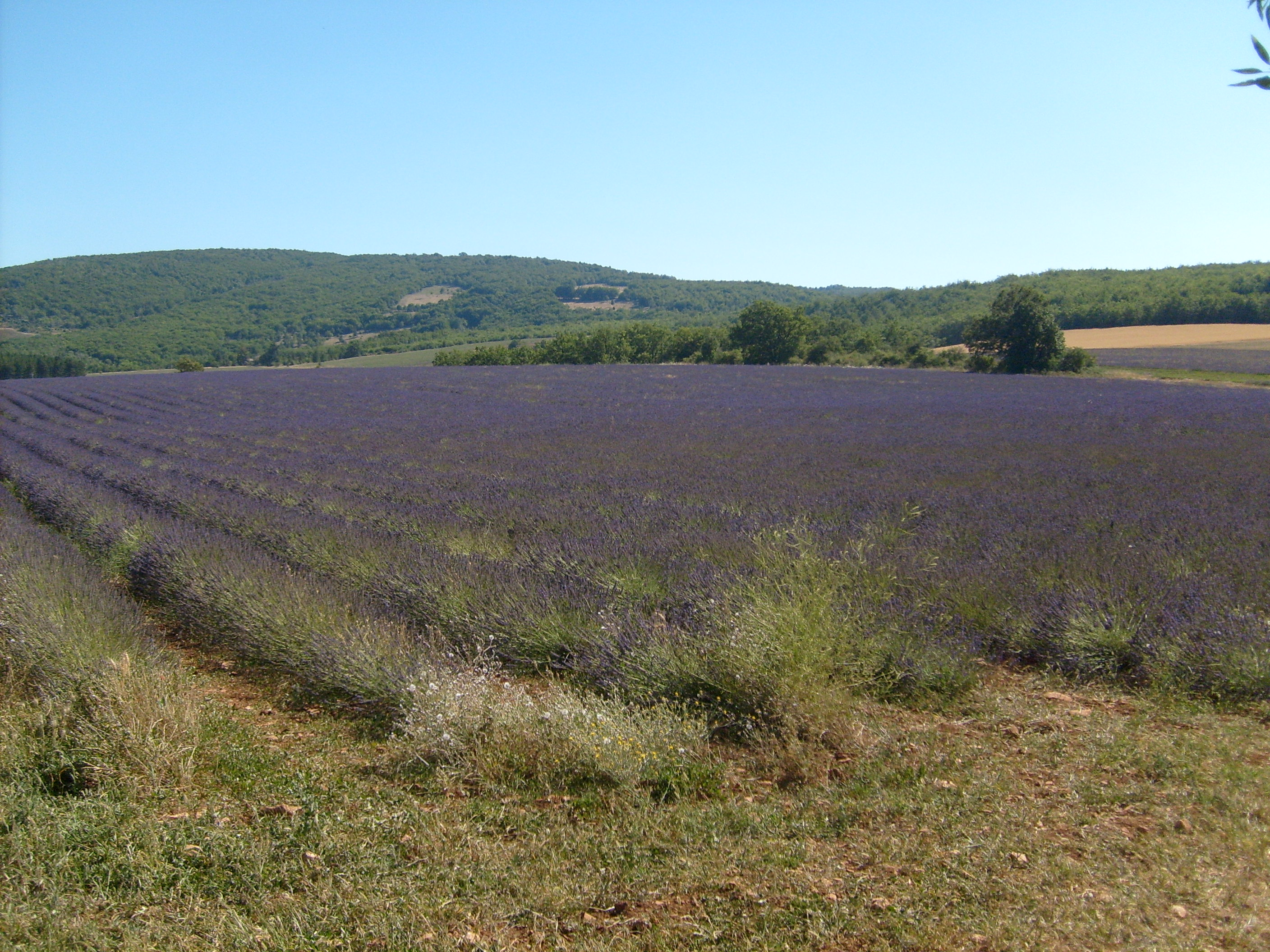
Champ de lavande sur le plateau d'Albion.
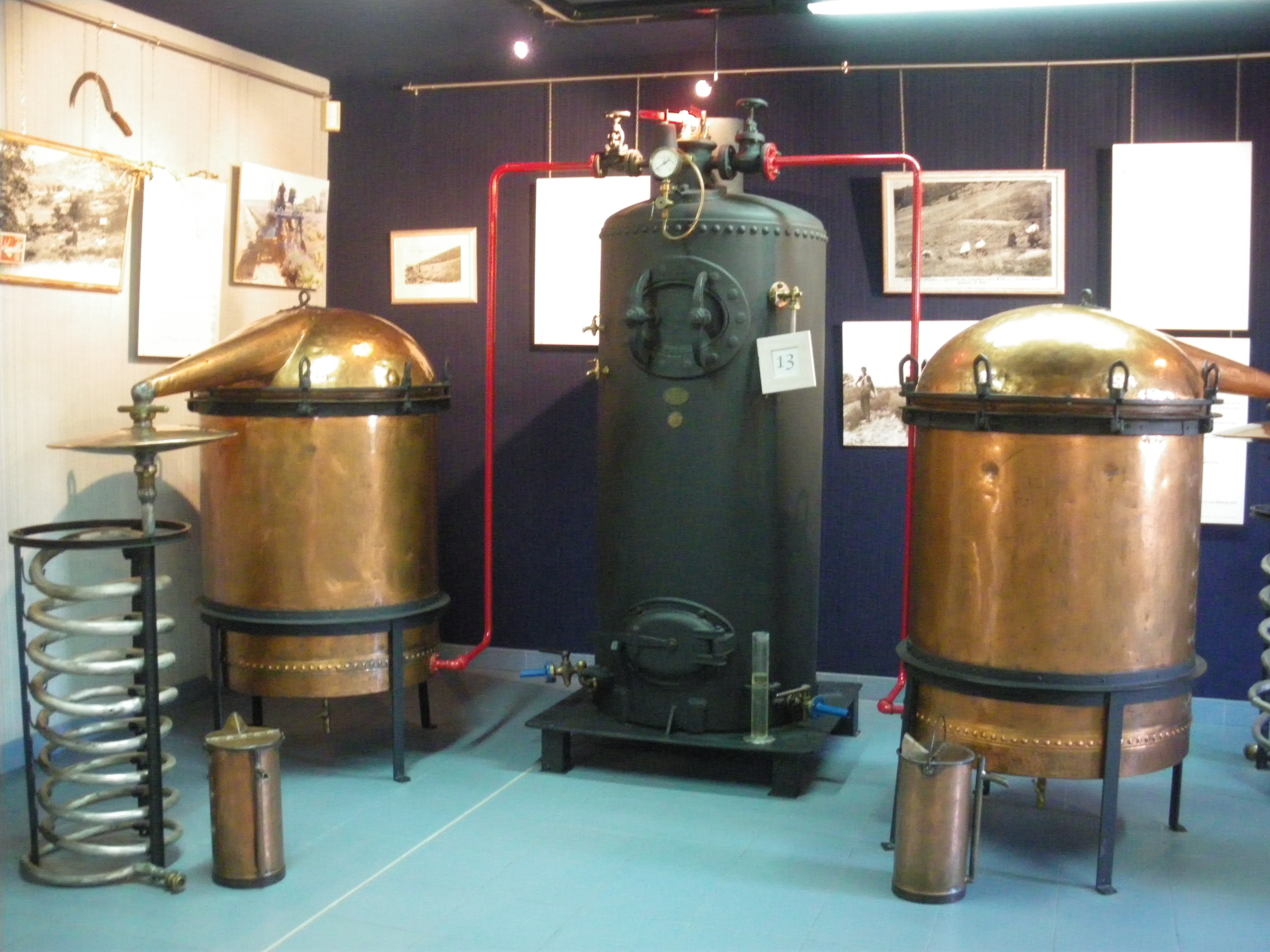
Alambics pour distiller la lavande.
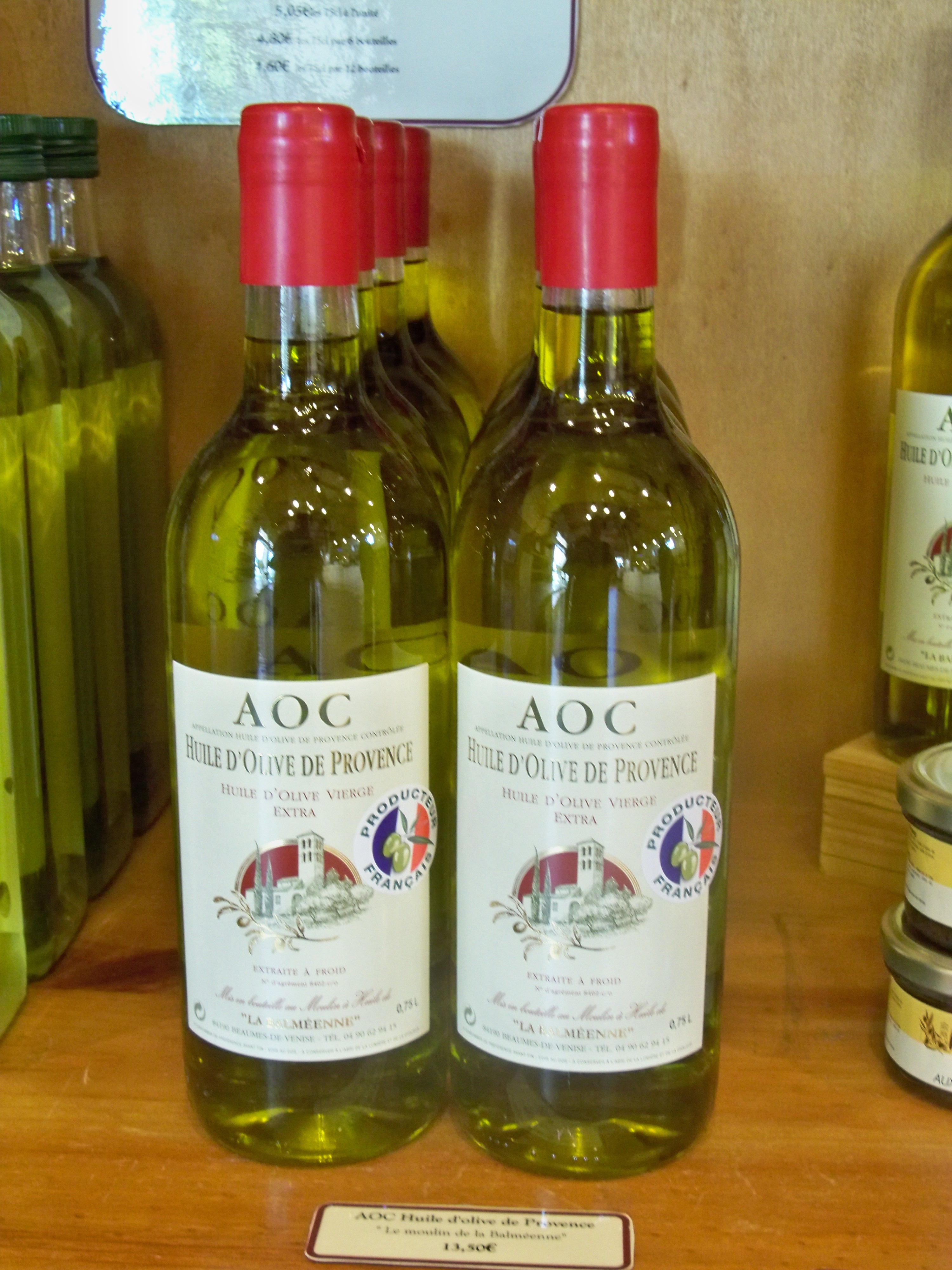
Huile de Provence AOC.
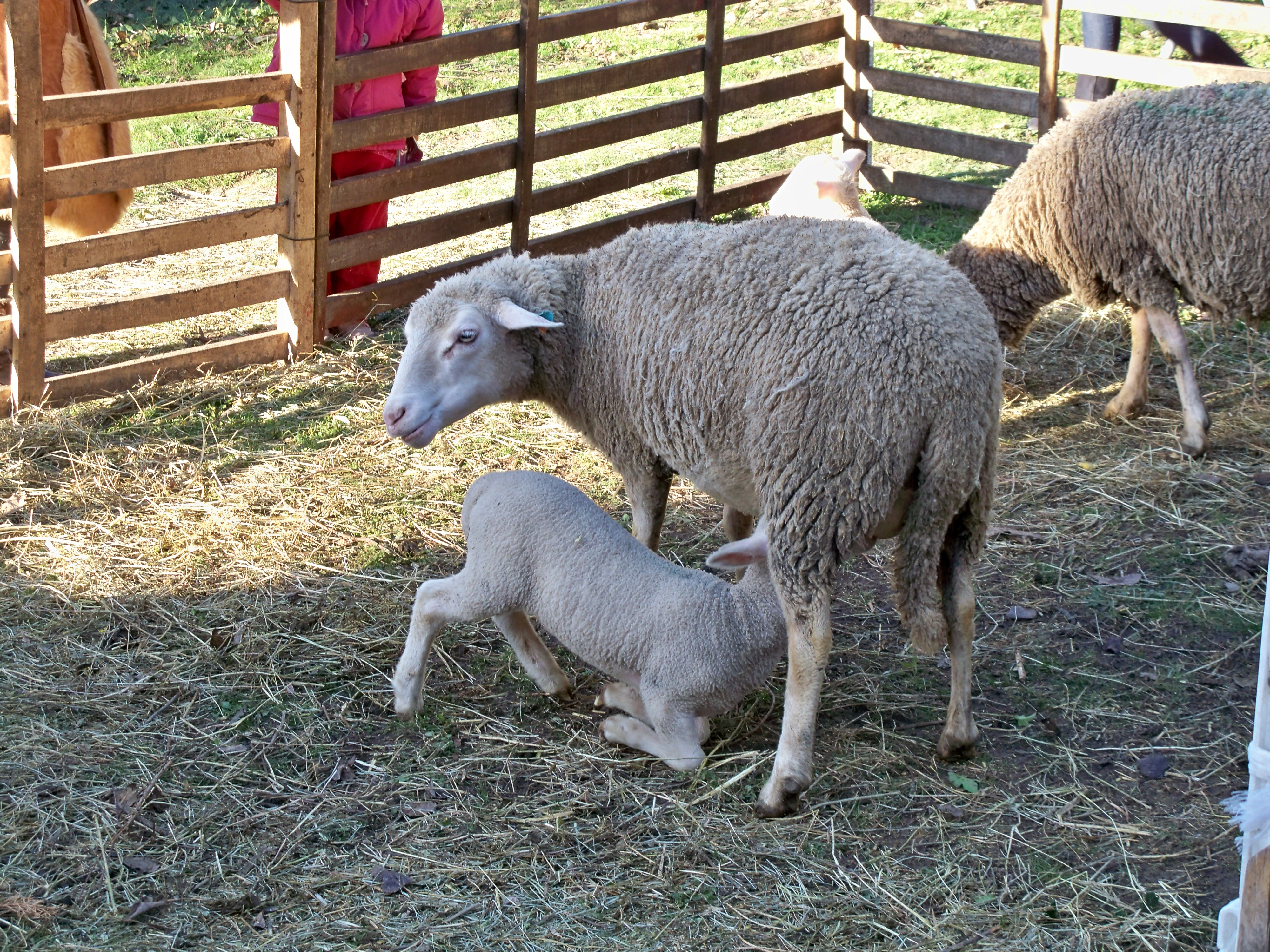
Agneau de Sisteron élevé sous sa mère.
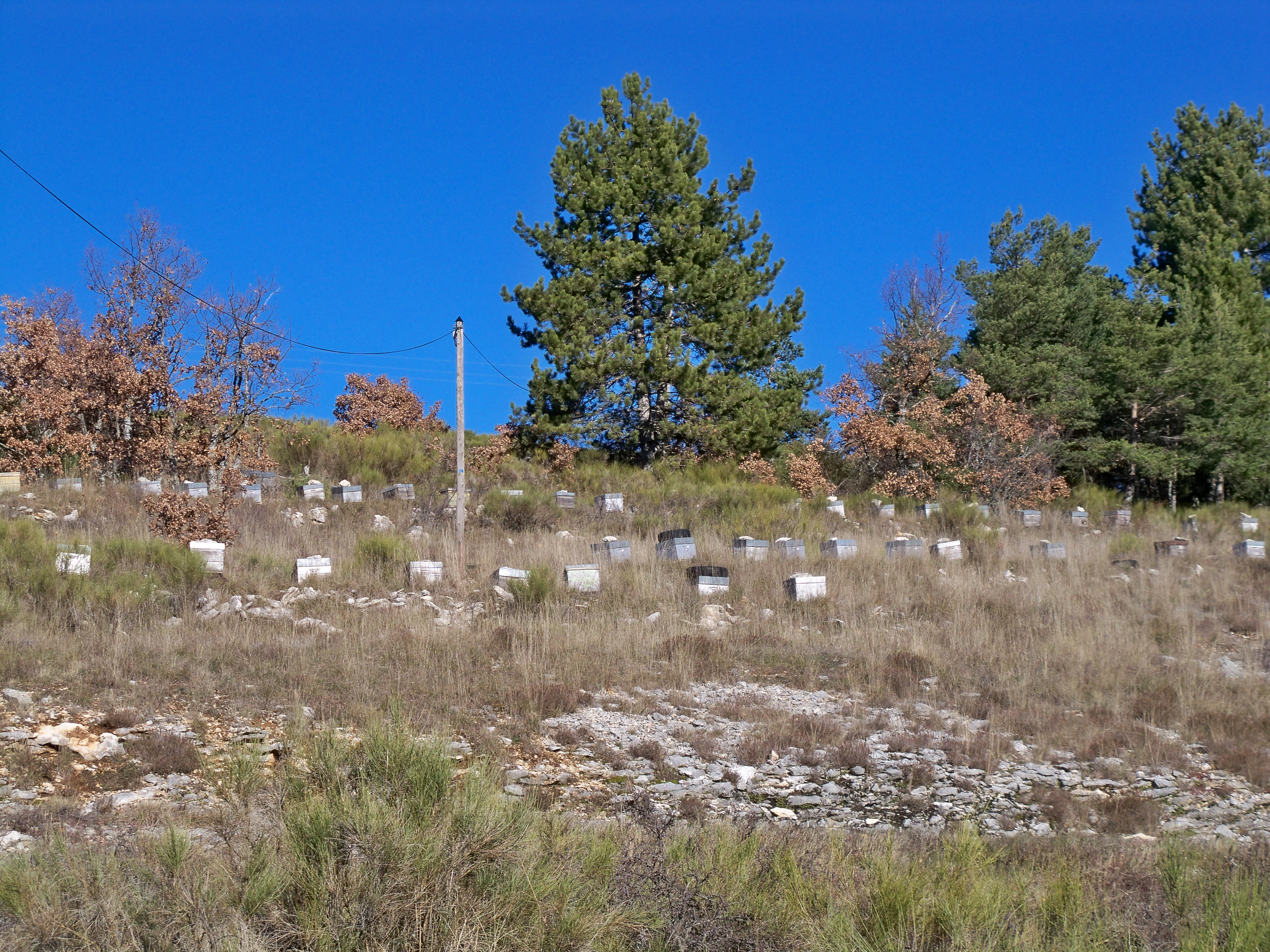
Ruches à la Combe du Pommier.
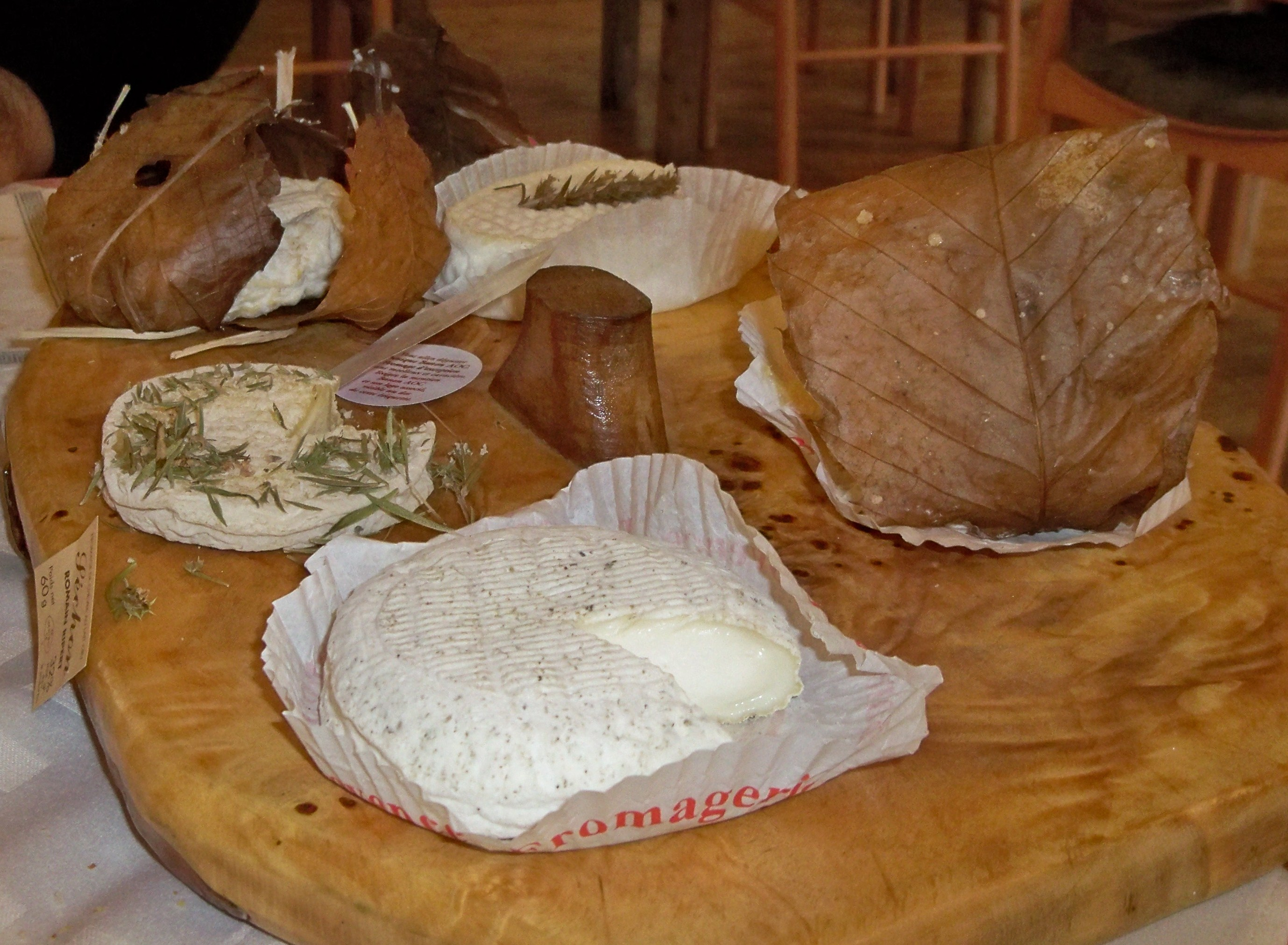
Plateau d'AOC Banon dans un restaurant de Revest-du-Bion.

L'agneau de Sisteron est un agneau de quatre mois, élevé sous la mère et originaire des Alpes provençales et de la Drôme provençale. Quatre exploitations agricoles de Cruis sont spécialisées dans l’élevage ovin et peuvent donc bénéficier de cette IGP.

### Industrie
Fin 2010, le secteur secondaire (industrie et construction) comptait 14 établissements, employant 12 salariés.

### Activités de service
Fin 2010, le secteur tertiaire (commerces, services) comptait 24 établissements (avec 9 emplois salariés), auxquels s’ajoutent les 5 établissements du secteur administratif (comptant le secteur sanitaire et social et l’enseignement), salariant 14 personnes.
D'après l’Observatoire départemental du tourisme, la fonction touristique est importante pour la commune, avec entre un et cinq touristes accueillis par habitant, l’essentiel de la capacité d'hébergement étant non-marchande. Plusieurs structures d’hébergement à finalité touristique existent dans la commune :
- au moins un hôtel en 2008[87] (classé deux étoiles[88]), avec huit chambres[89] ;
- plusieurs meublés[90] ;
- des chambres d’hôtes[91].

Les résidences secondaires apportent un complément à la capacité d’accueil : au nombre de 160, elles représentent un tiers des logements. Onze résidences secondaires possèdent plus d’un logement,.
Un restaurant, Bistrot de pays, "Le Bar des Alpes",.

## Culture et patrimoine

### Manifestations culturelles
Tous les ans, depuis 1991, est organisée à Cruis la Fête départementale de la musique. Proposée par le conseil général des Alpes-de-Haute-Provence, cette manifestation regroupe sur deux jours divers concerts et spectacles le dernier week-end de juin.
Le festival Cruis en Jazz a lieu généralement début août et existe depuis 2000.

### Jumelage
- Montaldo Roero (Italie)[97].

### Lieux et monuments
L’église paroissiale Notre-Dame-et-Saint-Martin est l’ancienne église d’une abbaye de moines augustins. Elle conserve quelques arcades du cloître, datant de la fin du XIIIe siècle. La nef est restée romane (peut-être du XIVe siècle), le bœuf de saint Luc est réutilisé dans la façade . Le chœur est du XVe siècle. Les chapiteaux de la façade sont à un tournant dans l’évolution des formes décoratives, au début du XVIe siècle, les crochets de la période précédente devenant des feuillages . L’église et les arcades du cloître (construit au XIVe siècle) sont inscrites à l’inventaire des monuments historiques,. Dans son mobilier, plusieurs pièces sont classées :
- le très grand autel avec son immense retable du XVIIe siècle, en bois couvert de dorures, avec un antependium (devant d’autel) en cuir de Cordoue peint et repoussé, du XVIIe siècle (classé au titre objet [102],[103]) est signalé comme un ensemble « de toute beauté »[104]. Il fait 6,2 m de large sur 7 m de haut : outre la partie centrale et les deux parties latérales, il comporte aussi deux ailerons et est recouvert de 4000 feuilles d'or[105] ;
- le tableau du Baptême du Christ, est une œuvre de Monticelli[106] qui a peint aussi une toile représentant l'intérieur de l'église avec le retable[105] ;
- la crèche remonte au milieu du XIXe siècle [107] : les treize santons de 60 cm de haut sont classés[108] ;
- une fontaine de sacristie, en faïence de Mane, du XVIIIe siècle[109].
- une sculpture : un bœuf ailé du XIIe siècle [110]
- un chapiteau du XIIe siècle [111]
- un bas-relief : les obsèques d'un moine du XIVe siècle [112]

Parmi les autres œuvres:
- une Descente de Croix, attribuée à Nicolas Mignard par L. Aubanel, restaurée par Martin Cadenet en 1845 et par Jean Bouchet peintre restaurateur des Musées de France et des Monuments Historiques[105] ;
- un tableau représentant Marie-Madeleine : l’original est exposé dans la chapelle de gauche, et la copie est sur le retable. L’original est peint sur les deux faces. Ce tableau est découvert à l'occasion du remplacement des vitraux du chœur. Le dos du tableau représente un évêque regardant un soleil au pied d'un autel[105]. L’œuvre au dos, appelée L’Évêque au soleil noir, date comme la Marie-Madeleine de la fin du XVIIIe siècle. Le personnage représenté sur le tableau est identifié comme étant saint Denys l'Aréopagite par Régis Bertrand de l’université de Provence. C'est en tout cas l'unique toile représentant cette scène, qui figure sur deux vitraux, l'un à Bourges l'autre à Chartres et des fresques à Aurons dans les Alpes-Maritimes[105] ;
- une huile sur toile : Retour de la Saint Famille de Jérusalem par L. Albanel (1861)[105].

À l’est du village, se trouve la chapelle Croix-de-Lumière, construite en 1682.
Il reste des vestiges du moulin à roue à eau des moines chalaisiens . Il se trouve un pigeonnier dont la particularité est un pignon incurvé .
La pierre de Cruis a été mise au jour à la limite de la commune de Montlaux, sur une éminence où se trouvent également quelques tombes médiévales. C’est un bloc de grès qui mesure 90 cm sur 90, elle est ornée d’un demi-cercle au centre, et de quatre figures animales dans les angles (un aigle et un lion à visage humain en haut, un basilic et un agneau (disparu) en bas). D’après l’inscription (Horologio) et le trou central qui a pu accueillir un style, la Pierre est souvent interprétée comme un cadran solaire. Si cela se révélait exact, ce serait un des très rares cadrans solaires médiévaux (ceux des cathédrales de Strasbourg et de Chartres datant du XVIe siècle). Cette utilisation n’est pas certaine : l’ornement semi-circulaire, plutôt que de servir à indiquer l’heure, a pu simplement servir de symbole du temps qui passe. Elle peut dater du XIe ou du XIIe siècle.
Monument aux morts. : Conflits commémorés : Guerre 1914-1918.

## Personnalités liées à la commune
- Jean Joseph Marie Mévolhon (1760-1823), professeur, homme politique né et décédé à Cruis, député des Basses-Alpes lors des Cent-Jours.

### Héraldique
| Blason de Cruis | Blasonnement : D’azur à un saint vêtu pontificalement, la mitre en tête, tenant de sa main senestre une crosse et levant la main dextre, comme pour donner la bénédiction, le tout d’or,. |